# Village (gioco)
Village è un gioco da tavolo in stile tedesco di Inka Brand e Markus Brand pubblicato nel 2011 in Germania da  Eggertspiele e Pegasus Spiele; in Italia è stato pubblicato nel 2021 da uplay edizioni.

## Il gioco
Lo scopo del gioco è guadagnare punti vittoria gestendo 4 generazioni di una famiglia attraverso gli anni nello stesso villaggio: i familiari potranno intraprendere la carriera politica o ecclesiastica, scoprire nuovi posti, diventare buoni mercanti, fabbri o fornai. Il tempo però scorre, e alla fine della loro vita solo i più meritevoli saranno ricordati per le loro fatiche e registrati nel libro degli illustri del villaggio.

## Premi e riconoscimenti
Il gioco ha vinto i seguenti premi:
- 2012
  - Kennerspiel des Jahres: vincitore[1];
  - Deutscher Spiele Preis: vincitore[2];
  - Juego del Año: finalista[3];